# دي أركيتيتورا

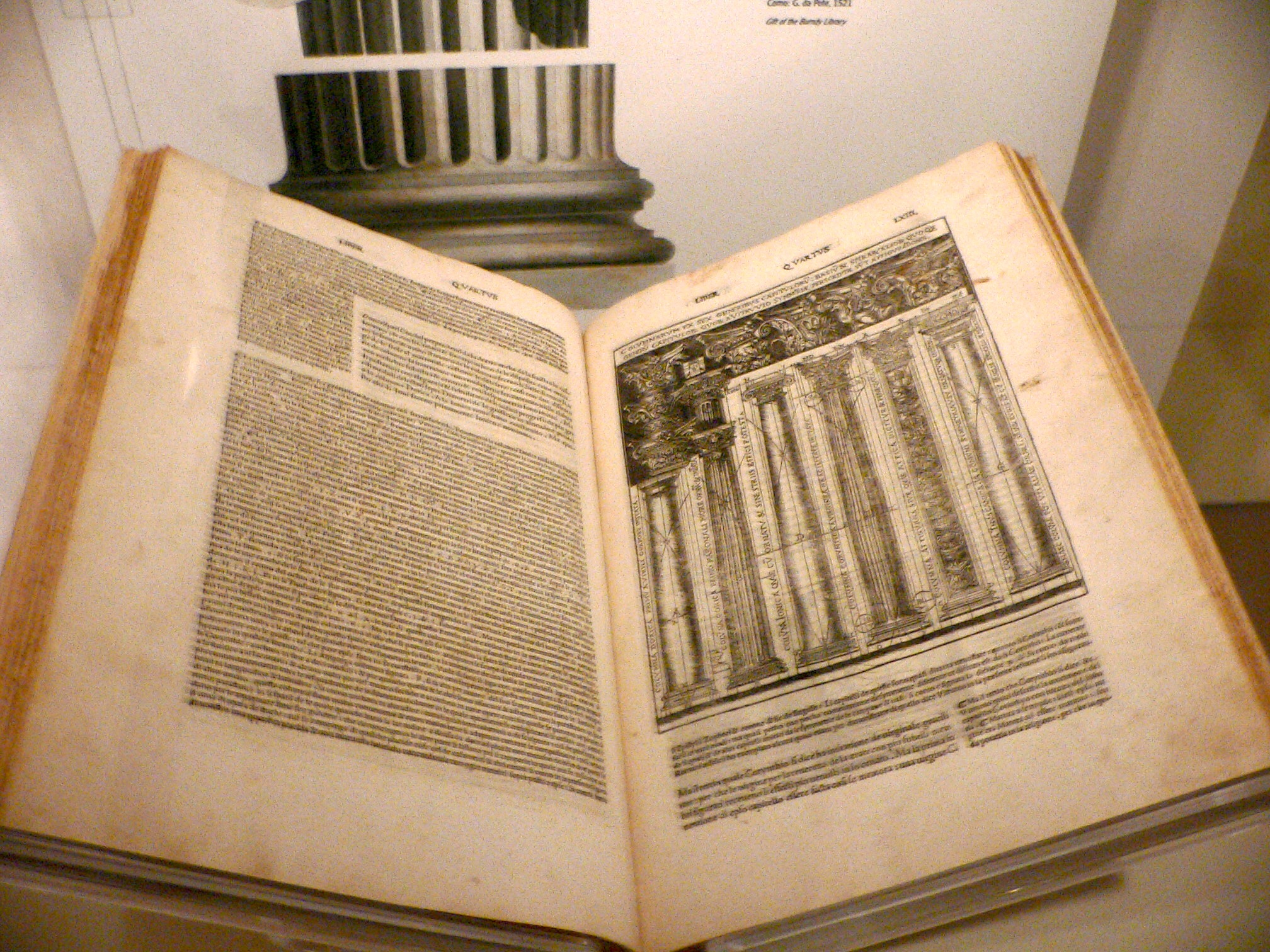
طبعة باللغة الإيطالية لعام 1521 من De architecture، ترجمها ورسمها سيزار سيزاريانو

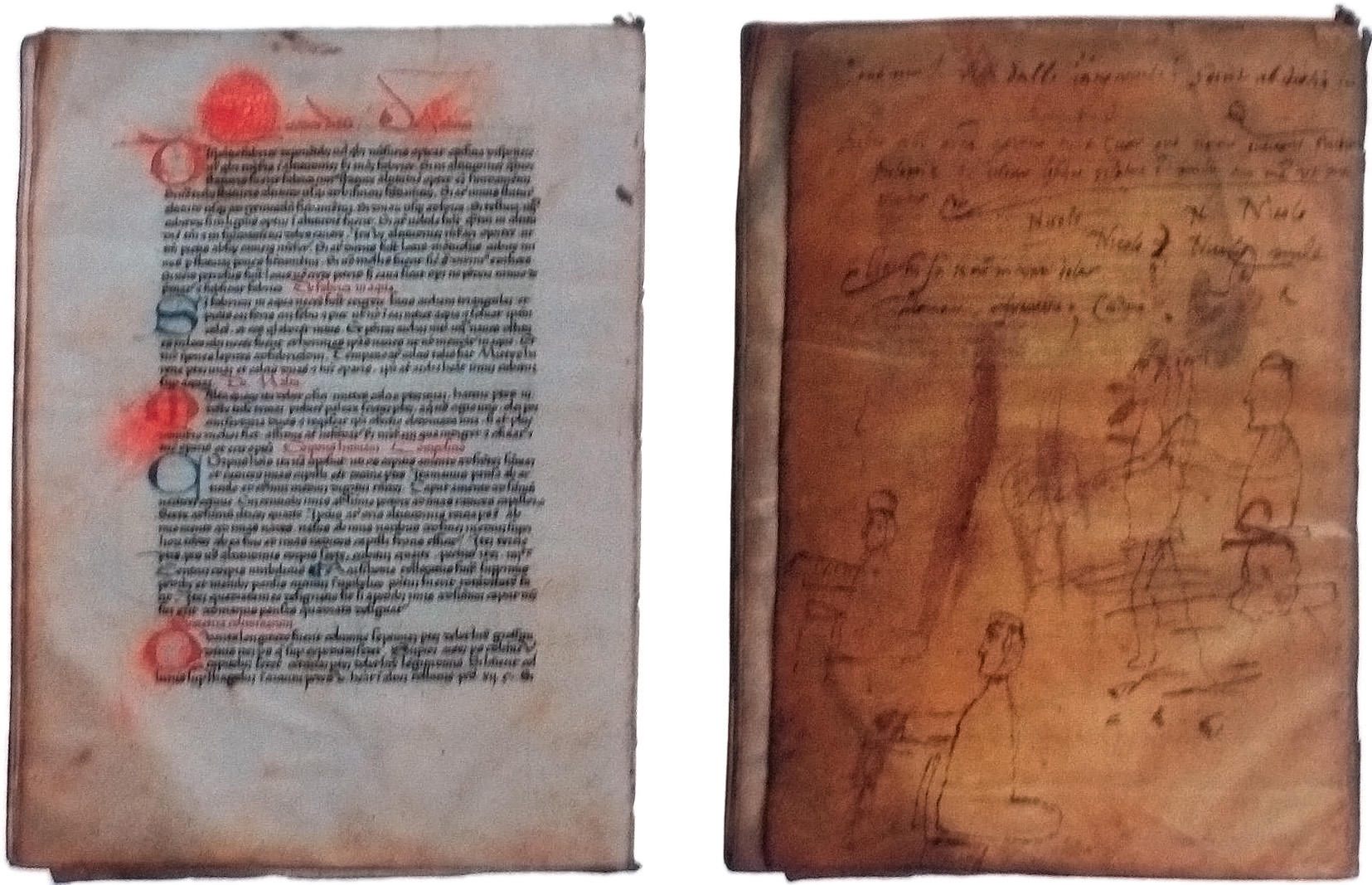
مخطوطة فيتروفيوس. مخطوطة تعود إلى حوالي عام 1390

دي أركيتيكتورا (بالإنجليزية: De architectura)‏ (عن العمارة، نُشرت تحت عنوان عشرة كتب عن العمارة) هي دراسة عن العمارة كتبها المعمار الروماني والمهندس الحربي ماركوس فيترفيوس بوليو كدليل لمشاريع البناء وأهداها إلى حاكمه الإمبراطور قيصر أغسطس.وقد اعتبرت هذه الدراسة ومنذ عصر النهضة، الكتاب الأول عن نظرية العمارة، ومصدرا رئيسيا لقوانين العمارة الكلاسيكية، فهي الدراسة الوحيدة من نوعها من العصور القديمة التي بقيت محفوظة حتى وقتنا هذا. تشمل الدراسة معلومات متنوعة عن المباني الرومانية، كما تحوي دليلا جاهزا لتخطيط وتصميم المعسكرات الحربية، المدن، وكل من المنشآت الكبيرة كالقنوات والمباني والحمامات والمرافئ، والإنشاءات الصغيرة كالآلات ووسائط القياس وأدوات العمل. لا تعطي كتب فيتروفيوس العشرة أي فكرة عن أي من العقود المتقاطعة، أو القباب أو الخرسانة أو أي من الابتكارات المتعلقة بالثورة المعمارة الرومانية اللاحقة، حيث أنها كتبت قبل هذه المنجزات التقنية والتصميمية للعمارة الرومانية.

## الأصل والمحتويات
تجمع الكتب ما بين المعرفة ووجهات نظر الكثير من الكتاب الرومان والإغريق القدماء عن العمارة والفن والتاريخ الطبيعي وتقنيات البناء. ومن المرجح أنها قد كتبت بين عامي 30 و 15 قبل الميلاد. وقد أدرج فيتروفيوس الكثير من الإقتباسات عن السلطات في نصه، وغالبا ما أثنت هذه النصوص على المعماريين الإغريق وتطويرهم لعمارة المعابد وطرز البناء الكلاسيكية (الدورية والايونية والكورنثية) كما توفر افتراضات هامة عن أصول التعمير في الكوخ البدائي.
وعلى الرغم من كثرة الاستشهاد بـ« الثالوث» المشهور للخصائص المرتبطة بالعمارة (المنفعة والثبات والجمال)، إلا أن المبادئ الجمالية التي أثرت فيما بعد على كاتبي الاطروحات اللاحقة موجودة في الكتاب الثالث. وقد ألهمت المصطلحات الفيتروفية للنظام والتوزيع والنسبة وملائمة الغايات المنشودة (وهو ما استمده جزئيا من الخطاب اللاتيني ل شيشرون وفارو) ولاتزال تلهم المعماريين عبر العصور.
ويعطي الكاتب الروماني في كتابه الأول نصائح عن مؤهلات المعمار وأنواع المخططات المعمارية 
لقد صنفت الكتب العشرة كما يلي:
De Architectura - عشرة كتب في العمارة
1. تخطيط المدينة، والعمارة، أو الهندسة المدنية بالاجمال، والمؤهلات المطلوبة للمعمار أو المهندس المدني
2. مواد البناء
3. المعابد وطرز العمارة
4. تتمة الكتاب الثالث
5. المباني العامة
6. المباني السكنية
7. الأرصفة وأعمال الجص التزيينية
8. موارد المياه والقنوات
9. تأثيرات العلم على العمارة (الهندسة، والحسابات، وعلم الفلك، والساعة الشمسية)
10. استخدام وصنع الآلات (محركات الحصار الرومانية، وطواحين الماء، وآلات الصرف، والتقنيات الرومانية، والروافع، وعلم خواص الغازات)

كان المعماريون الرومانيون مهرة في الهندسة والفن والحرف اليدوية مجتمعة. كان فيتروفيوس من هذا النوع إلى حد كبير، ما ينعكس حقيقة في كتبه العشرة في العمارة دي أركيتيتورا. وقد غطى مجموعة متنوعة واسعة من الموضوعات التي رأى أنها تلامس الهندسة المعمارية. وشمل ذلك العديد من الجوانب التي قد تبدو غير ذات صلة من وجهة نظر معاصرة، بدءًا من الرياضيات إلى علم الفلك والأرصاد الجوية والطب. في المفهوم الروماني، كانت على العمارة أن تأخذ في الاعتبار كل شيء يمس الحياة المادية والفكرية للإنسان ومحيطه.
ومع ذلك، يتعامل فيتروفيوس مع العديد من القضايا النظرية المتعلقة بالهندسة المعمارية. فعلى سبيل المثال، ينصح فيتروفيوس المعماريين الذين يتعاملون مع الطوب بالتعرف على نظريات ما قبل سقراط للمادة حتى يفهموا كيف ستتصرف موادهم وذلك في الكتاب الثاني من دي أركيتيتورا . يربط الكتاب التاسع الهندسة المجردة لأفلاطون بالعمل اليومي للمساح. ويستشهد بعلم التنجيم لأفكاره في تنظيم الحياة البشرية، بينما علم الفلك مطلوب لفهم الساعات الشمسية. وكذلك يستشهد فيتروفيوس بـستيسيبيوس الإسكندرية وأرخميدس لاختراعاتهم، أريستسينوس للموسيقى، أغاثارشوس للمسرح، وفارو للهندسة المعمارية.

### المباني

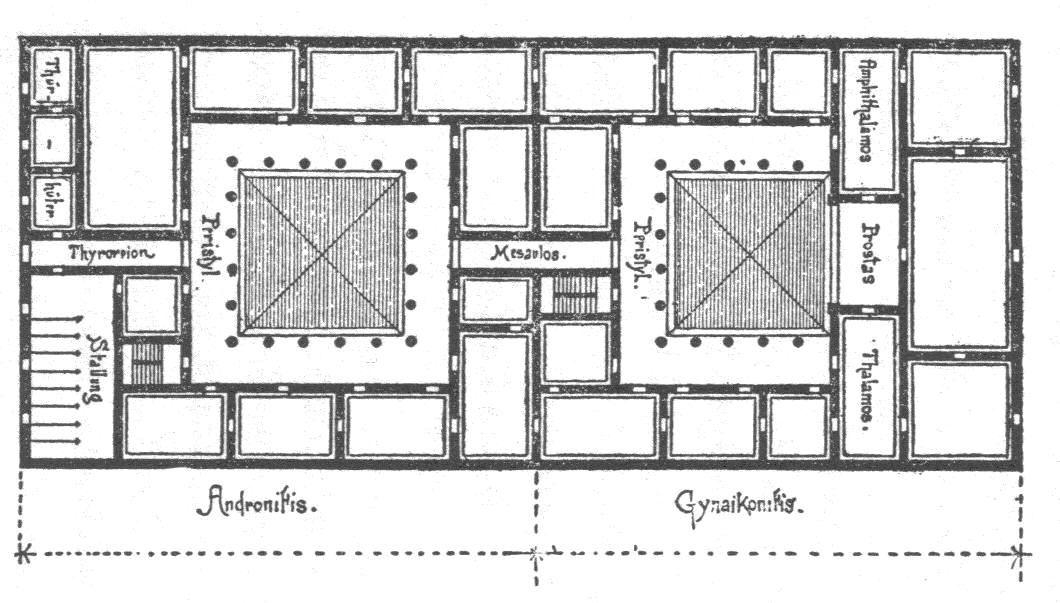
خطة البيت اليوناني فيتروفيوس

سعى فيتروفيوس إلى معالجة روح العمارة، معلناً أن الجودة تعتمد على الأهمية الاجتماعية لعمل الفنان، وليس على شكل أو صنعة العمل نفسه. ولعل أشهر إعلان من De Architectura هو التصريح الذي لا يزال يقتبس من قبل المهندسين المعماريين: حسنًا للبناء ثلاثة شروط: القوة والاستخدام والجمال.
درس فيتروفيوس النسب البشرية أيضًا (الكتاب الثالث) وقد تبنى وطور ليوناردو دافينشي قوانينه لاحقًا في رسم مشهور جدًا (Homo Vitruvianus، " الرجل الفيتروفي ").

### العمارة المحلية
في حين أن فيتروفيوس مغرم في أوصافه للمباني الدينية والبنية التحتية والآلات، فإنه يعطي رسالة مختلطة حول العمارة المحلية. على غرار أرسطو، يقدم فيتروفيوس الإعجاب لأصحاب المنازل الذين بنوا منازلهم الخاصة دون تدخل مهندس معماري.  تتم قراءة تناقض فيتروفيوس حول العمارة المحلية بشكل أوضح في افتتاحية مقدمة الكتاب السادس. يركز الكتاب السادس حصريًا على عمارة المساكن ولكن كما أوضح المنظر المعماري سيمون فير، بدلاً من تكون المقدمة عن خصائص المساكن أو الأسرة أو أي موضوع يرتبط مباشرة بالحياة المنزلية؛ يكتب فيتروفيوس حكاية عن المبدأ الأخلاقي الاغريقي القديم لحسن الضيافة: ان تظهر اللطف للغرباء.

## التكنولوجيا الرومانية

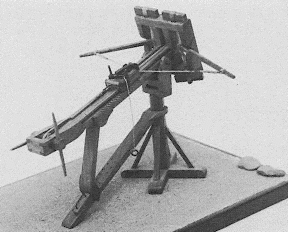
منجنيق روماني

قناة بونت دو جارد الرومانية في جنوب فرنسا.

يعتبر دي اركتكتورا مهمًا لوصفه للعديد من الآلات المختلفة المستخدمة في الالات الهندسية، كالحمالات والرافعات والبكرات، فضلاً عن آلات الحرب كـالمقاليع، والقذائف، ومحركات الحصار. كما وصف فيتروفيوس بناء الساعات الشمسية والساعات المائية، واستخدام المحرك البخاري الأول كتجربة لإثبات طبيعة حركات الهواء في الغلاف الجوي (الرياح).

### القنوات والطواحين
تشكل الكتب الثامن والتاسع والعاشر من دي اركتكتورا أساس الكثير مما هو معروف عن التكنولوجيا الرومانية، وقد تمت تدعيمها في يومنا هذا من خلال الابحاث الأثرية للبقايا الموجودة، مثل بون دي غار في جنوب فرنسا. تتكرر العديد من هذه الهياكل الضخمة في ارجاء الإمبراطورية القديمة، وهي شهادة على قوة الهندسة الرومانية. إن وصف فيتروفيوس لتشييد القنوات الرومانية قصير، ولكنه يذكر التفاصيل الأساسية خاصة للطريقة التي تم مسحها بها، والاختيار الدقيق للمواد اللازمة للبناء.
وقد ساعد كتابه فرونتينوس، وهو جنرال تم تعيينه في أواخر القرن الأول الميلادي لإدارة العديد من قنوات المياه في روما. كتب فرونتينوس De aquaeductu (دي اكوادكتو، قنوات المياه)، الرسالة المكتملة عن القنوات الرومانية في القرن الأول، وقد اكتشف تناقضًا بين مقدار المياه الداخلة والخارجة والتر تنجم عن الأنابيب المخالفة التي يتم إدخالها بشكل غير قانوني في القنوات لتغيير مجرى المياه. لقد قطعت الإمبراطورية الرومانية شوطاً طويلاً في استغلال الموارد المائية، وذلك يتضح من مجموعة ما لا يقل عن 16 طاحونة مائية في باربيغال في فرنسا. كما ان مطاحن الحبوب، والعديد من المطاحن الأخرى المعروفة الآن كانت تطحن في عملية فعالة للغاية، مثل منشرة هيرابوليس والتي بنيت في وقت لاحق.

### المواد
وصف فيتروفيوس الكثير من مواد البناء المختلفة المستخدمة في مجموعة شاملة من المنشآت المختلفة، وكذلك تفصيلات مثل الطلاء بالجص. وقد تلقى الأسمنت والخرسانة والجير توصيفاً متعمقاً. إن طول عمر العديد من الهياكل والمنشآت الرومانية هو شهادة صامتة على مهارتهم في مواد البناء والتصميم.
ولقد أوصى بعدم جواز استخدام الرصاص في توصيل مياه الشرب، مع تفضيل الأنابيب الفخارية. لقد توصل إلى هذا الاستنتاج في الكتاب الثامن من كتابه دي اركتكتورا De architecture بعد ملاحظة تجريبية لأمراض العمال الظاهرة في مسابك أنابيب الرصاص في عصره. ومع ذلك، فإن الكثير من المياه التي تستخدمها روما والعديد من المدن الأخرى كانت عسرة للغاية ما كان يؤدي لان تتغطى الأسطح الداخلية للأنابيب تلقائيا، وذلك كان يقلل من التسمم بالرصاص.

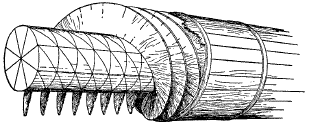
تصميم لولب ماء أرخميدس

روى فيتروفيوس القصة الشهيرة عن أرخميدس وكشفه للذهب المغشوش في تاج ملكي. عندما أدرك أرخميدس أن حجم التاج يمكن قياسه بالضبط من خلال الإزاحة الناتجة في الحمام، ركض إلى الشارع صرخة "وجدتها!" وقد مكنه هذا الاكتشاف من مقارنة كثافة التاج بالذهب الخالص. لقد أظهر أن التاج كان مخلوطًا بالفضة، وأن الملك قد خُدِع.

### آلات نزح المياه

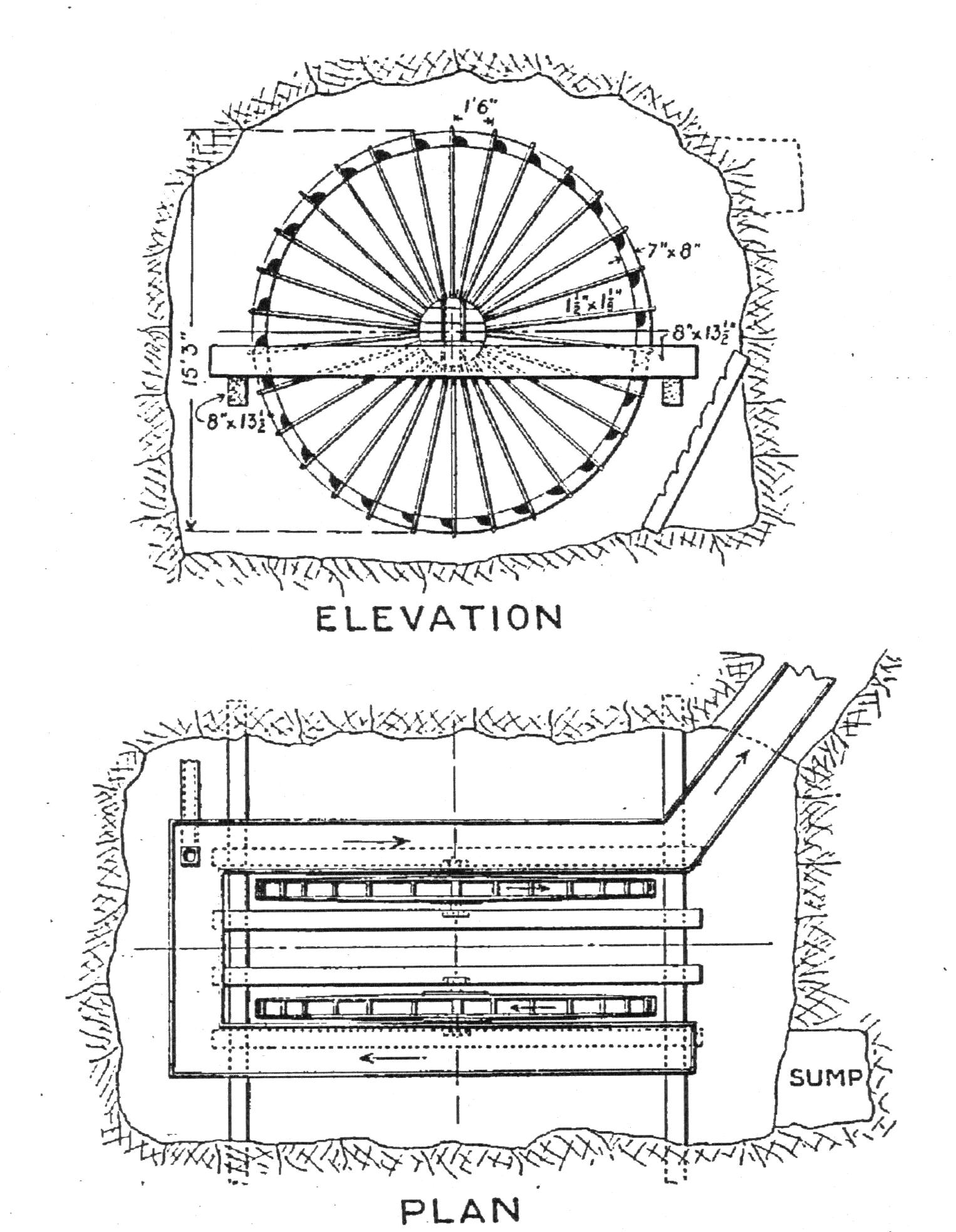
عجلة الصرف من مناجم ريو تينتو

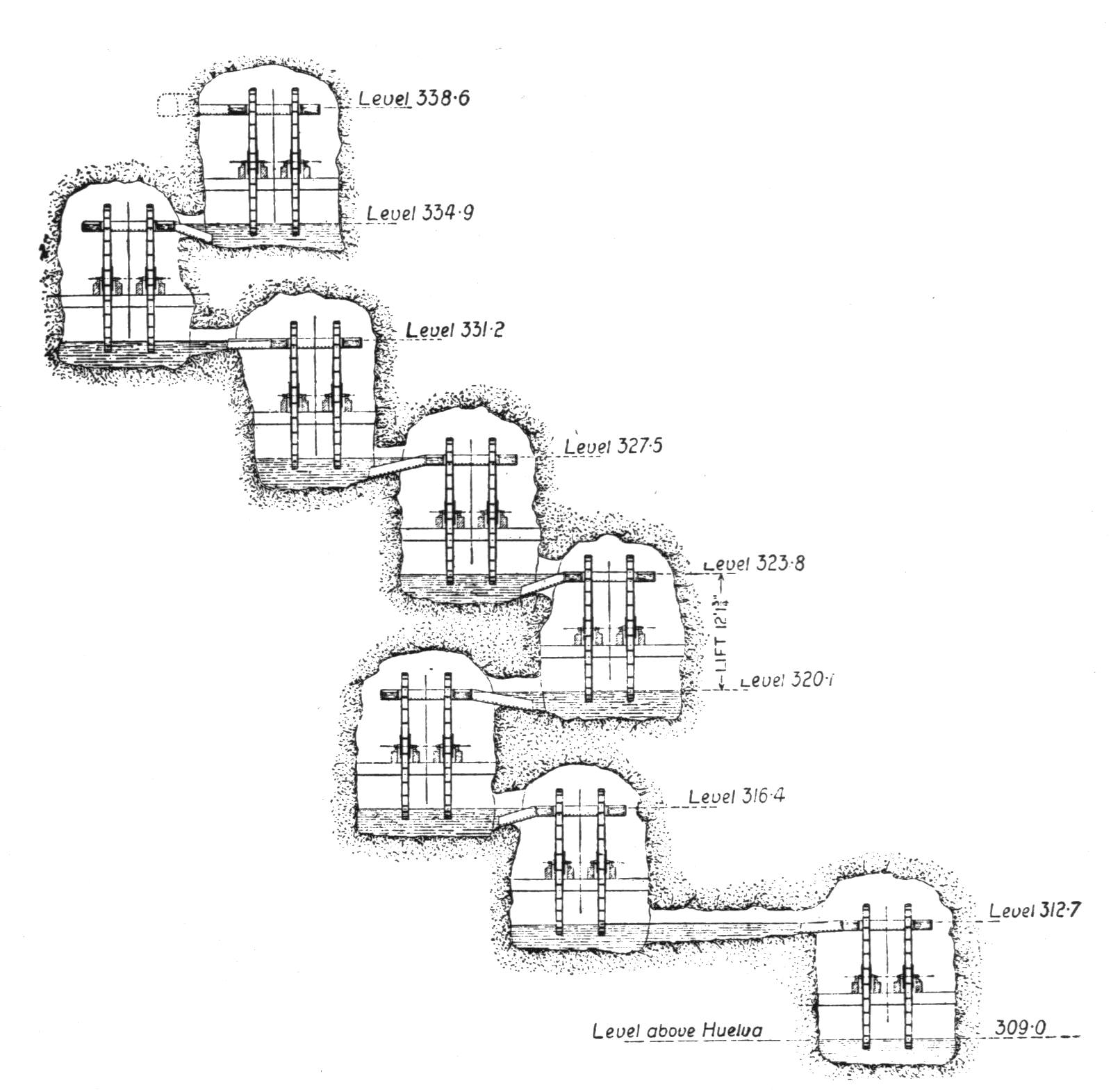
تم العثور على تسلسل عجلات الصرف في ريو تينتو

وصف فيتروفيوس طريقة بناء لولب أرخميدس في الفصل العاشر، على الرغم من عدم ذكره لأرخميدس إسماً. وقد كان جهازًا يستخدم على نطاق واسع لرفع مستوى المياه لري الحقول ولضخ المياه من المناجم. وتشمل آلات الرفع الأخرى المذكورة في دي اركتكتورا سلسلة لا نهاية لها من الجرافات وعجلات المياه عكسية التجاوز. ولقد اكتشفت بقايا عجلات المياه المستخدمة في رفع المياه في مناجم قديمة كتلك الموجودة في ريو تينتو في إسبانيا ودولاوكوثي في غرب ويلز. إن إحدى العجلات من ريو تينتو موجودة الآن في المتحف البريطاني، وواحدة من دولاوكوثي في المتحف الوطني في ويلز. اكتشفت البقايا الأثرية عندما أعيد فتح هذه المناجم في محاولات المعاصرة لاستخدام المناجم. ومن المحتمل أنها كانت قد استخدمت في تسلسل عمودي، بواسطة 16 طاحونة قادرة على رفع المياه 29 م على الأقل فوق منسوب المياه الجوفية. ومن المرجح أن كل عجلة كان يشغلها عامل منجم يمشي على الجهاز في الجزء العلوي من العجلة، باستخدام مرابط على الحافة الخارجية. إن استخدام أجهزة كتلك في المناجم يعني أنهم كانوا قادرين تمامًا على استخدامها كعجلات مائية لتطوير الطاقة لمجموعة من الأنشطة، ليس فقط لطحن القمح، ولكن ربما أيضًا لنشر الأخشاب وسحق الخامات والدعك وما إلى ذلك.

### مضخة القوة
يعود فضل اختراع مضخة القوة إلى ستيسيبيوس، وقد وصفها فيتروفيوس بأنها تبنى من البرونز مع صمامات للسماح بتكوين رأس ماء فوق الماكينة. يتم تشغيل الآلة يدويًا في تحريك رافعة لأعلى ولأسفل. وذكر استخدامه لتزويد النوافير فوق خزان، على الرغم من أن الاستخدام الاعتيادي قد يكون بمثابة محرك ناري بسيط. تم العثور على إحداها في كاليفا اتريباتوم في إنجلترا، والأخرى معروضة في المتحف البريطاني. لم يتم وصف وظائفهم، لكن كليهما مصنوع من البرونز، وذلك تمامًا كما حدده فيتروفيوس.

### التدفئة المركزية

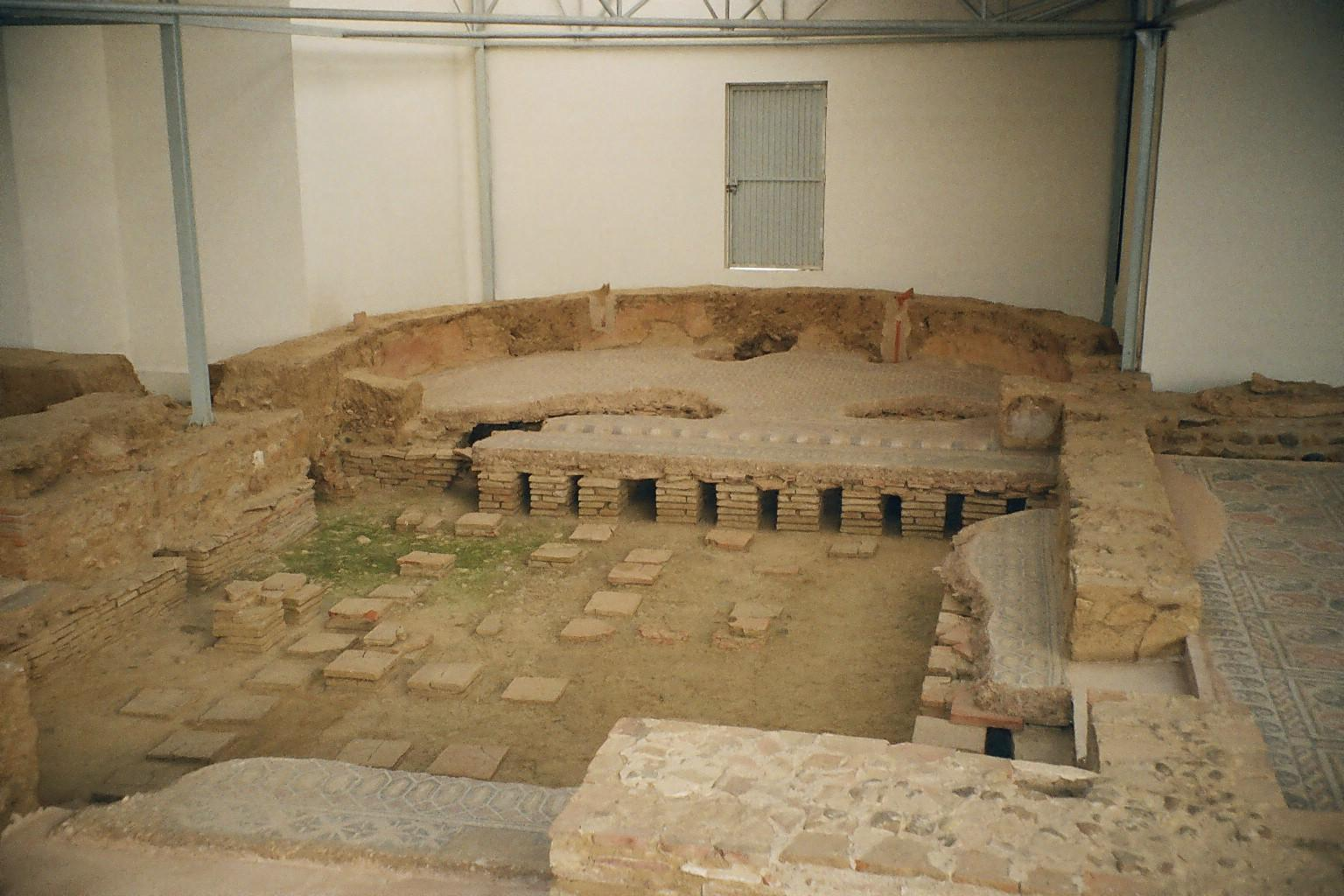
أنقاض المحرقة تحت أرضية فيلا رومانية: الجزء الموجود تحت exedra مغطى.

لخص فيتروفيوس العديد من الابتكارات التي تستخدم في تصميم المباني لتحسين الظروف المعيشية للسكان. وعلى رأسها تطوير نظام تدفئة الهايبوكوست، وهو نوع من التدفئة المركزية يتم فيه توجيه الهواء الساخن الناتج عن نار تحت أرضيات وداخل جدران الحمامات العامة والفيلات. وقد أعطى تعليمات دقيقة عن كيفية تصميم هذه المباني بحيث يتم زيادة كفاءة استخدام الوقود بالحد الامثل. كما نصح باستخدام نوع من المنظم للتحكم في الحرارة في الغرف الساخنة، وهو قرص برونزي مثبت في السقف تحت فتحة دائرية، يمكن رفعه أو خفضه بواسطة بكرة لضبط التهوية. وإنه من المرجح أن تكون أجهزة نزح وضخ المياه مثل عجلة المياه ذات التجاوز العكسي قد استخدمت في الحمامات الأكبر، وذلك لرفع المياه إلى خزانات الرأس في الجزء العلوي من الغرف الحارة، مثل حمامات دقلديانوس وحمامات كركلا، وذلك على الرغم من أنه لم يشر إلى ذلك بنفسه .

### أدوات المسح
من الواضح أن فيتروفيوس كان قد مارس المسح بشكل جيد من خلال أوصافه لأدوات المسح، وخاصة مستوى المياه أو chorobates، والتي فضلها على الشاقول groma، وهو جهاز يستخدم خطوط التوصيل. وكانت ضرورية في عمليات البناء، وبشكل خاص في بناء قنوات المياه، حيث كان التدرج المنتظم مهمًا لتوفير إمدادات منتظمة من المياه دون الإضرار بجدران القناة. ووصف دولاب المسح، وهو في جوهره جهاز لقياس المسافات تلقائيًا على طول الطرق، وهو آلة أساسية لتطوير مسارات دقيقة، مثل اللوحة البويتينغرية.

### تغيرات مستوى سطح البحر
في دي اركتكتورا وصفت 13 مدينة أثينية في آسيا الصغرى، «أرض كاريا»، في تركيا الحالية وذلك في الكتاب الرابع في الفصل الأول، القسم الفرعي الرابع . وقد ذكرت هذه المدن كما يلي التالي: أفسس، ميليتس، ميوس، براين، ساموس، تيوس، كولوفون، خيوس، اريتاري، فوكايا، كلازميناي، ليبيدوس، ميتيليني، ثم الـ 14، إزمير. توصف ميوس، المدينة الثالثة، بأنها «مدينة غمرتها المياه هي وطقوسها المقدسة وحق الاقتراع منذ زمن طويل». تشير هذه الجملة، أنه وفي وقت كتابات فيتروفيوس، كان من المعروف حدوث تغيرات مستوى سطح البحر و / أو هبوط اليابسة . إن مخطط هذه المدن موجه بشكل عام من الجنوب إلى الشمال بحيث يبدو أن المكان الذي يجب أن تقع فيه ميوس يقع في الداخل. إذا كان الوضع فعلا كذلك، فمن المقدر انه منذ كتابة دي اركتكتورا، أن المنطقة قد شهدت ارتدادًا للتربة أو انحسارا في مستوى سطح البحر. وعلى الرغم من أنه ليست هنالك إشارة إلى تغير مستوى سطح البحر، أو التكهن به، فإنه وخلال الإمبراطورية اللاحقة، قد عانت العديد من الموانئ الرومانية مما وصفه الكتاب المعاصرون بـ «الطمي» حيث أصبحت الحاجة المستمرة لتجريف الموانئ عبئًا ثقيلًا على الخزانة، وتكهن البعض بأن هذه النفقات ساهمت بشكل كبير في الانهيار النهائي للإمبراطورية. تقع أعمال الملح الروماني في إسيكس، إنجلترا، اليوم في خط ارتفاع الخمسة أمتار فوق مستوى سطح البحر، مما يشير إلى أن الخط الساحلي كان يقع هنلك.  تشير هذه الملاحظات إلى مدى تأثير الطمي وانتعاش التربة على تغير الخط الساحلي منذ كتابة دي أركتكتورا.

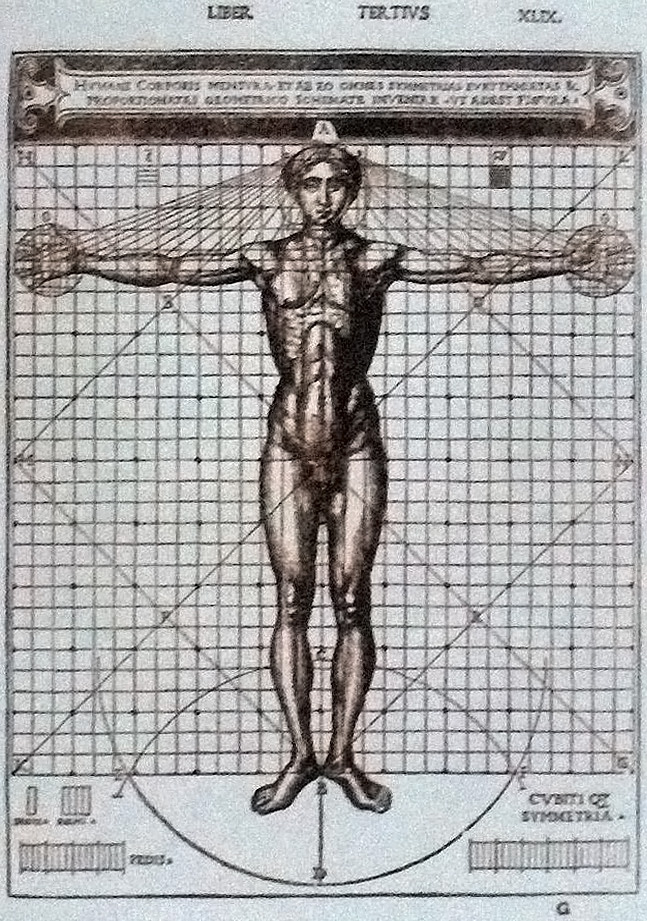
الرجل الفيتروفي، رسم توضيحي في طبعة دي اركتكتورا بواسطة فيتروفيوس؛ طبعة مصورة بقلم سيزار سيزاريانو (1521)

## التأثير والأهمية

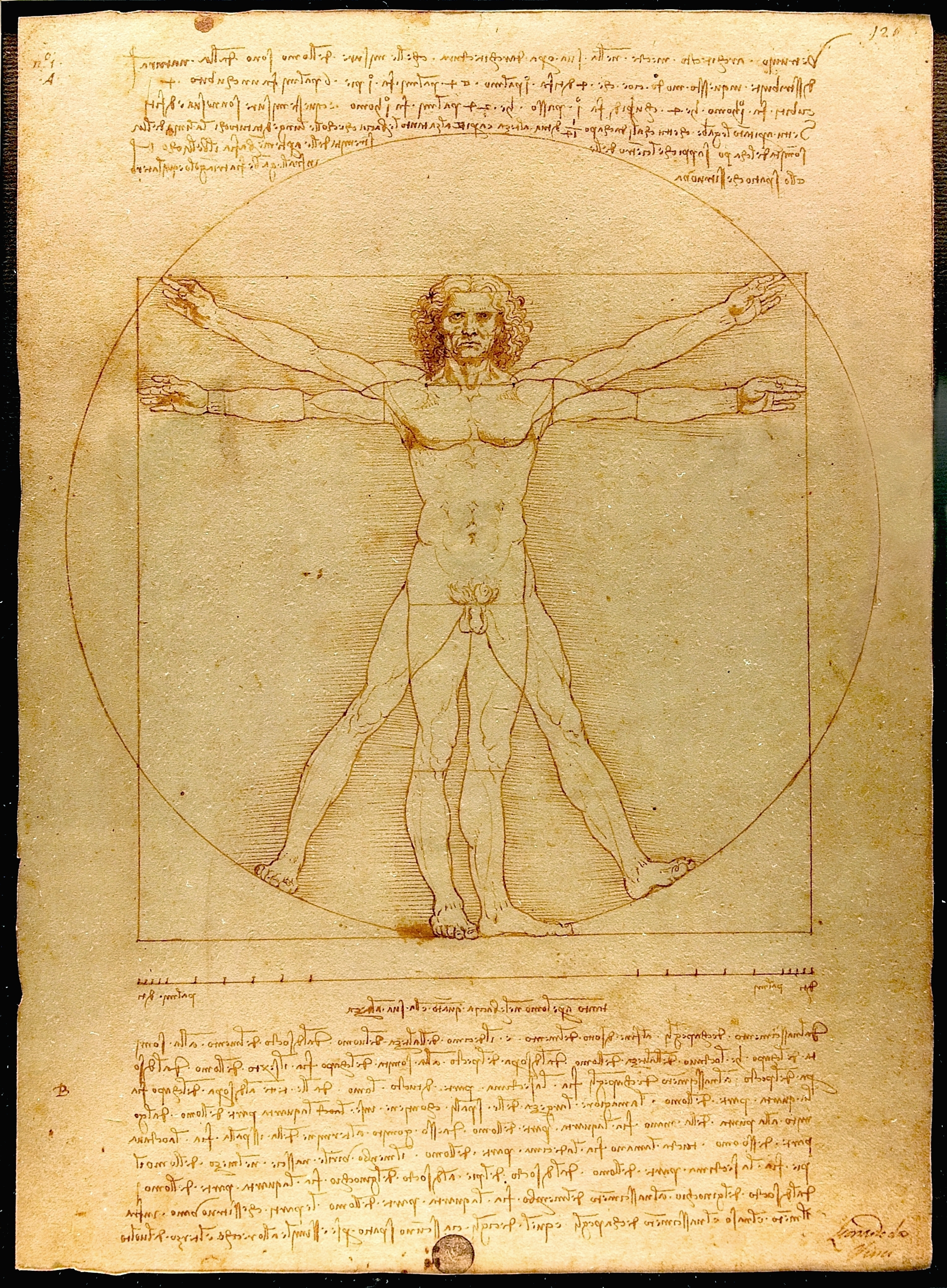
رجل فيتروفيان، ليوناردو دافنشي (1485-1490)

كان لإعادة اكتشاف أعمال فيتروفيوس تأثير عميق على المهندسين المعماريين في عصر النهضة، مما أدى إلى إعادة إحياء العمارة الكلاسيكية في القرون التالية. ووجد المهندسون المعماريون في عصر النهضة، مثل نكولي، برونليسكي وليون باتيستا البرتي في كتاب دي أركتكتورا أسبابهم لرفع فرع معرفتهم إلى الانضباط العلمي وكذلك التأكيد على مهارات الحرفيين. يعتمد الرسم الأكثر شهرة لليوناردو دافنشي، الرجل الفيتروفي، على مبادئ التناسب للجسم والتي طورها فيتروفيوس.
كان المهندس المعماري الإنجليزي إنيغو جونز والفرنسي سالمون دي كو من بين أوائل من أعاد تقييم وتبني تلك التخصصات والتي اعتبرها فيتروفيوس ضروريًة في الهندسة المعمارية: الفنون والعلوم المبنية على أساس الأعداد والتناسب. اعتبر المهندس المعماري في القرن السادس عشر بالاديو أن فيتروفيوس سيده ومرشده، وقام بعمل بعض الرسومات بناءً على عمله قبل تمخضه عن مبادئه المعمارية الخاصة.

## طبعات
- تُرجم في عام 1914 إلى عشرة كتب عن العمارة بقلم موريس إتش مورغان، دكتوراه، ماجستير د. أستاذ علم فقه اللغة الكلاسيكي في جامعة هارفارد. النص الكامل لهذه الترجمة متاح من مشروع جوتنبرج ؛ انظر الروابط الخارجية.